# Опта
Опта (род. в XIV веке) — разбойник, впоследствии покаявшийся и ставший священноиноком Макарием, согласно преданиям — основателем и первым настоятелем Макарьевой (Оптиной) пустыни.

## Краткое жизнеописание
Согласно устным преданиям козельцев, сперва Опта был грозным предводителем шайки станишников Козельской засеки. Со своей шайкой избрал дремучий лес, где теперь находится Козельск и прилегающая к нему пустынь. Затем, по неизвестным причинам, Опта оставил разбойную деятельность и принял монашеский постриг. В монашестве Опта принял имя Макарий, отчего пустынь, устроенная им на рубеже XIV—XV веков, получила название Макарьевой. Подвизаясь добрым подвигом, Опта успел до конца земных своих дней благоустроить и совершенствовать устроенную им пустынь. Где именно преставился и погребён Опта, неизвестно, как и другие подробности его богоугодной жизни после обращения.

## Письменные источники
Из имеющихся письменных источников видно только, что в начале XVII столетия, после литовского нашествия в сентябре 1610 года, Козельск и его окрестности были разорены и выжжены «без остатку» литовской вольницей и черкасами, в обители уже существовала церковь Введения во храм Пресвятой Богородицы и монастырь с шестью кельями.

## Споры вокруг имени
Историк Олег Кочладзе ставит под сомнение сам факт жизни Опты, так как, по его мнению, имени «Опта» нет ни в одном языке, а есть русское слово «опт», выражающее количество чего-либо.
По мнению кандидата богословия игумена Андроника (Трубачёва), несмотря на то, что письменные исторические данные не подтверждают этого предания, его живучесть и смысл станут понятны, если вспомнить, что первый, кто вошёл за Господом Иисусом Христом в рай, был благоразумный разбойник, обратившийся к Нему с покаянной мольбой.